# Die Gilde
Die Gilde (internationaler Titel Europa 1400: The Guild) ist ein 2002 veröffentlichtes Computerspiel des Spieleentwicklers 4HEAD Studios für Windows. Es ist eine Wirtschaftssimulation und ein geistiger Nachfolger zu Die Fugger II. Das Spiel erhielt 2006 mit Die Gilde 2 einen Nachfolgetitel, daneben existieren weitere Ableger.

## Spielbeschreibung
Die Gilde ist eine Wirtschaftssimulation in einer in Echtzeit berechneten 3D-Welt. Sie ist im Deutschland des 15. und 16. Jahrhunderts angesiedelt. In einer der Städte Augsburg, Berlin, Dresden, Hannover oder Köln soll der Spieler eine mächtige Dynastie gründen und politischen Einfluss gewinnen. Über mehrere Generationen hinweg bestimmt er die Geschicke der Familie und muss sich dabei gegen konkurrierende Dynastien behaupten. Ziel ist es, am Ende des Spiels als der mächtigste Bürger der Stadt zu gelten. Das Spiel selbst läuft in Runden ab, der Spieler steht jedoch anders als in Die Fugger 2 unter einem gewissen Zeitdruck, da für jede Runde eine Zeitbegrenzung besteht. Für jede Familiengeneration kann der Spieler einen Beruf bestimmen. Zur Auswahl stehen verschiedene handwerkliche Professionen (z. B. Schmied, Tischler), kaufmännische Tätigkeiten (Händler, Geldleiher), aber auch die Berufe des Diebs, Räubers, Gardisten und Predigers.
Aufgrund des Spielziels gliedert sich das Spiel in mehrere Teile: Zum einen muss der Spieler tägliche Arbeitsabläufe koordinieren, z. B. die Verwaltung der eigenen Gewerbebetriebe. Zum anderen muss der Spieler aber auch Familienangelegenheiten regeln. Dazu gehören z. B. die Brautwerbung und die Förderung der Entwicklung der Kinder. Aber auch die politischen Aktivitäten sind wichtig. Ämter auf Stadt- und Landesebene können erreicht werden. Im Kampf um die Vorherrschaft können sowohl der Spieler als auch die Konkurrenzfamilien zu Anklagen, Drohbriefen, Pamphleten, Sabotage und weiteren Mitteln greifen.
In Sachen Multiplayer-Modus war das Spiel unausgereift. Zahlreiche Fehler verhinderten das einfache Spielen über Internet. Bereits einige Monate nach dem Release des Add-ons wurde der Support seitens JoWood eingestellt.

## Erweiterung
Im Jahr 2003 erschien ein Add-on mit dem Namen Gaukler, Gruften und Geschütze. Es erweitert das Hauptspiel um die Freie Reichsstadt Nürnberg und drei Berufe, dem des Schneiders, des Gauklers und des Friedhofwärters. Zusätzlich wurde die Politik um die Reichsebene erweitert. Die Ämter Kaiser und Papst können nicht erlangt werden.

## Rezeption
Das Spiel erhielt mehrheitlich positive Wertungen (Metacritic: 82 von 100/GameRankings: 78,83 %).
Innerhalb der ersten Woche konnten 100.000 Exemplare verkauft werden, wodurch laut JoWood bereits die Produktionskosten gedeckt wurden.

## Fortsetzungen

### Die Gilde 2
Der Nachfolger des Spiels erschien im September 2006 und zeichnet sich vor allem durch die gestiegene Bedeutung des Privatlebens der einzelnen Figuren aus. Hierbei wird mehr auf die Figur und ihre Taten eingegangen. Das Motto, welches das Spiel bewirbt, lautet „Handle und ziehe die Konsequenzen“. Darüber hinaus umfasst das Spiel gegenüber seinem Vorgänger eine größere Auswahl an Berufen, eine größere Spielwelt, detailreichere Grafik und eine verbesserte Künstliche Intelligenz. Die Verkaufsversion war jedoch auch mit vielen Programmfehlern belastet, die trotz mehrerer Patches nie vollständig behoben wurden.
2007 veröffentlichte Jowood das Add-on Seeräuber der Hanse, mit dem das Hauptspiel um einige Funktionen erweitert wurde, und 2008 das alleine lauffähige Venedig, das in der namensgebenden italienischen Handelsstadt spielt. 2010 veröffentlichte JoWooD weiterhin das von den Runeforge Game Studios ursprünglich als Fanerweiterung begonnene Die Gilde 2: Renaissance offiziell als weiteres, alleine lauffähiges Add-on.

### Gilde 1400
2009 veröffentlichte Gameforge das Browserspiel Gilde 1400, das auf der Spielereihe basiert. Das Spiel wurde jedoch am 24. September 2012 wegen sinkender Spielerzahlen abgeschaltet.

### Die Gilde DS
Im April 2009 veröffentlichte RTL interactive das Nintendo-DS-Spiel Die Gilde DS, welches von Independent Arts entwickelt wurde. Größter Unterschied zum Original ist, dass der Spielablauf nicht mehr in Echtzeit, sondern in Runden abläuft.

### Die Gilde 3
Auf der GamesCom 2014 wurde der dritte Teil angekündigt, welcher von GolemLabs entwickelt werden sollte. Das Spiel, dessen Veröffentlichung für September 2017 geplant war, erschien am 26. September des Jahres jedoch nur als Early-Access-Version auf Steam und Gog.com. Die fertige Version sollte im 2. Quartal 2018 im Handel erhältlich sein, die Veröffentlichung wurde jedoch verschoben. Nachdem auch dieser Termin nicht eingehalten werden konnte, übernahm Purple Lamp die weitere Entwicklung des Spiels. Am 14. Juni 2022 wurde das Spiel veröffentlicht.